# Салас Венцель, Уго
Уго Иван Салас Венцель (исп. Hugo Iván Salas Wenzel; 30 октября 1935, Копьяпо — 11 августа 2021, Сантьяго) — чилийский генерал, видный деятель военной диктатуры при правлении Аугусто Пиночета. В 1986—1988 — директор тайной полиции СЕНИ. Возглавлял СЕНИ при проведении Операции «Албания». После восстановления демократии осуждён за убийства, скончался в заключении.

## Армейская служба
Родился в многодетной семье из пустынной области Атакама на севере Чили. В 1950 окончил Военное училище имени Бернардо О’Хиггинса. По военной специальности — офицер сухопутных войск.
Командовал различными пехотными частями. Обладал репутацией военного интеллектуала, склонного к тщательно продуманным операциям. Поддержал государственный переворот 11 сентября 1973 и военный режим генерала Пиночета. С марта 1984 переведён на службу в карательные органы — заместителем директора Национального центра информации.

## СЕНИ и «Албания»
11 декабря 1986 дивизионный генерал Салас Венцель был назначен директором СЕНИ. Сменил на этом посту Умберто Гордона, вошедшего в состав Правительственной хунты. Формально СЕНИ находился в подчинении МВД, реально директор СЕНИ был подотчётен лично президенту Пиночету, находился с ним на постоянной прямой связи.
Перед Саласом Венцелем ставилась задача стабилизировать ситуацию после неудачного покушения на Пиночета 7 сентября 1986. Требовалось ликвидировать вооружённое антипиночетовское подполье — прокоммунистическую организацию FPMR. Это было сделано 15—16 июня 1987 в ходе Операции «Албания»: агенты СЕНИ во главе с майором Альваро Корбаланом выследили и расстреляли двенадцать руководящих активистов FPMR (по совпадению с католической праздничной датой эта акция была также названа «резня Корпус Кристи»). Директор высоко оценил успех операции и устроил для участников вечеринку в баре.
Общеполитическое положение в Чили кардинально изменил общенациональный референдум 5 октября 1988. Большинство избирателей отказали Пиночету в продлении президентских полномочий. Начался демонтаж военного режима. Проводились структурные преобразования и кадровые замены. 23 ноября 1988 Уго Салинас Венцель ушёл в отставку. Новым директором СЕНИ стал его заместитель бригадный генерал Умберто Лейва, один из организаторов «Операции „Албания“».

## Суд, приговор, смерть
Поcле восстановления демократии Уго Салас Венцель несколько лет прожил частной жизнью, воздерживаясь от публичности. В октябре 1999 ему и Умберто Лейве было предъявлено обвинение в организации убийств в ходе «Операции „Албания“» В 2005 суд приговорил Саласа Венцеля к пожизненному заключению. Основанием явились данные расследования: выяснилось, что большинство боевиков FPMR были не убиты в перестрелке, а расстреляны безоружными (что не соответствовало законам и при хунте). Ещё одно обвинение касалось попытки незаконной продажи ведомственной недвижимости СЕНИ на Вилле Гримальди. К различным срокам заключения были приговорены несколько десятков чинов СЕНИ, в том числе Корбалан и Лейва.
Содержался Салас Венцель в тюрьмах Кордильера (Пеньялолен) и Пунта-Пеуко (Тильтиль). Условия заключения рассматривались как повышенная комфортность. В 2013 перевод из Кордильеры в Пунта-Пеуко вызвал возмущение дочери генерала Хиселы Салас. Она обвинила президента Себастьяна Пиньеру в «нелояльности к семье военного» и попытках набрать популярность. С ней согласилась Майте Контрерас, дочь основателя тайной полиции ДИНА Мануэля Контрераса, также отбывавшего длительный срок заключения.
В июле 2021 резко ухудшилось состояние его здоровья. Он был помещён в военный госпиталь Сантьяго. Менее чем через месяц Уго Салас Венцель скончался в возрасте 85 лет.